# Side by Side

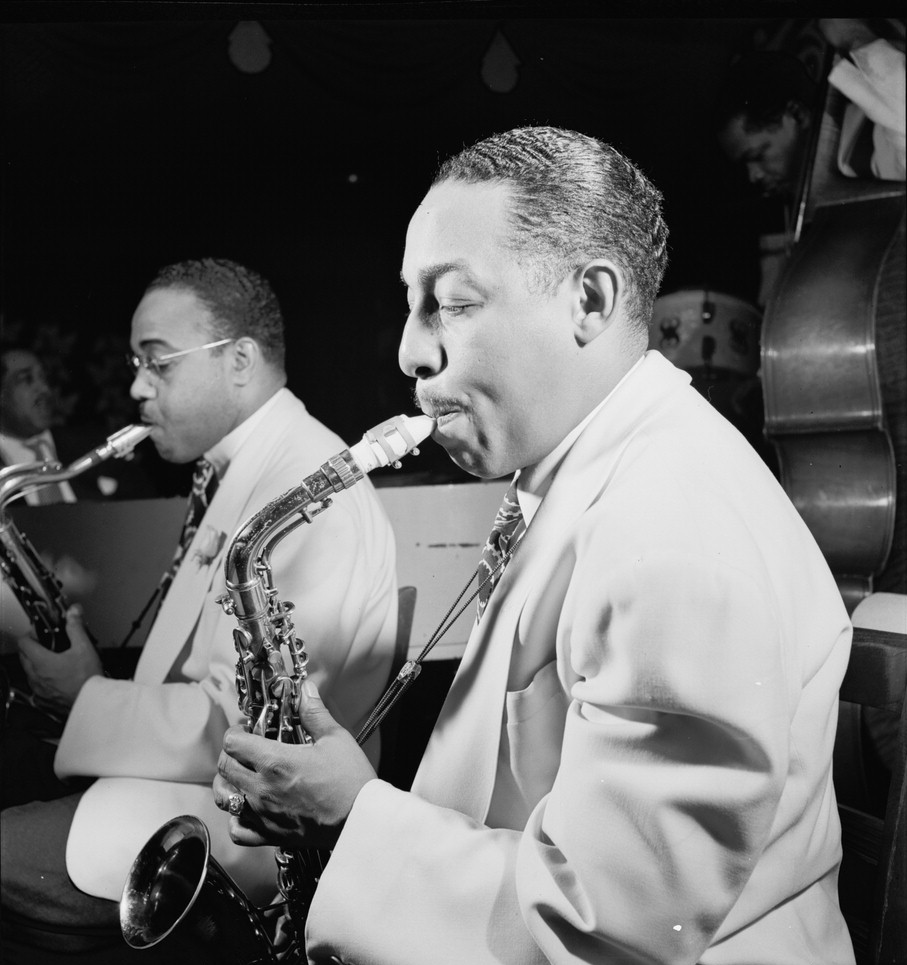
Johnny Hodges mit Al Sears (im Hintergrund) im New Yorker Jazzclub Aquarium, ca. November 1946.
Fotografie von William P. Gottlieb.

Side by Side ist ein Jazz-Album, das unter der nominellen Leitung von Duke Ellington bzw. Johnny Hodges in verschiedenen Besetzungen am 14. August 1958 und am 20. Februar 1959 in New York City aufgenommen und 1959 von Verve veröffentlicht wurde.

## Das Album
Obwohl Side by Side von Norman Granz als ein Duke Ellington- und Johnny Hodges-Album herausgebracht wurde, entstanden die meisten Stücke im August 1958 unter der Leitung von Hodges mit Ben Webster, Roy Eldridge und Lawrence Brown; der Pianist bei dieser Session war Billy Strayhorn. Ergänzt wird das Album durch drei Stücke unter der Leitung Duke Ellingtons (dessen Altsaxophonist Hodges lange Zeit war), u. a. mit seinen Kompositionen Going Up (mit Les Spann als Flötisten) und Stompy Jones. Dabei wirkten neben Hodges in etwas anderer Besetzung Harry Sweets Edison, Al Hall und Jo Jones mit. Diese Stücke entstanden bei der Aufnahmesession im Februar 1959, als das Verve-Album Back to Back: Duke Ellington and Johnny Hodges Play the Blues entstand. Side by Side enthielt außer einigen Jazzstandards wie Harold Arlens Let’s Fall in Love und Fats Wallers Just Squeeze Me auch drei Kompositionen von Johnny Hodges.

## Rezeption
Richard Cook und Brian Morton verliehen dem Album – wie auch dem Vorgängeralbum Back to Back – die Höchstnote. Nach Ansicht der Autoren hätten die beiden Aufnahmesitzungen in kleinerer Formation einen ausgesprochenen Jamsession-Charakter. Hodges dominiere sie, gäbe jedoch seinen Mitspielern genügend Raum für angemessene solistische Entfaltung.
Stephen Cook bewertete das Album im Allmusic mit vier Sternen und hob hervor, dass Side by Side Ellingtons Tradition folge, neben den Aufnahmen mit dem großen Orchester seine verschiedenen Stars in unterschiedlichen Combos unter deren Namen zu präsentieren, wie auch schon Ende der 1930er Jahre (The Duke’s Men) das Bandmaterial in Ensembles unter der nominellen Leitung von Johnny Hodges, Cootie Williams und Rex Stewart eingespielt wurde und zu den großartigsten Beispielen des frühen  small-group Swing gehörten. Diese späteren Versuche von 1958/59 feature vor allem Johnny Hodges; dieser sei in Topform, auch Edison und Webster böten großartige Leistungen. Highlights seien das geschmeidig swingende Going Up und Hodges’ bluesige Schlussnummer You Need to Rock. Das Album sei ein „Muss“ für die Fans des Vintage Combo Swing.

## Stücke des Albums
- Duke Ellington & Johnny Hodges: Side by Side (Verve Records MGVS 6109)
  1. Stompy Jones (Duke Ellington) – 6:38
  2. Just Squeeze Me (Fats Waller, Clarence Williams) – 4:36
  3. Big Shoe (Jimmy Hamilton) – 5:37
  4. Going Up (D. Ellington) – 4:51
  5. Just a Memory (Lew Brown, Buddy DeSylva, Ray Henderson) – 5:53
  6. Let's Fall in Love (Harold Arlen, Ted Koehler) – 6:47
  7. Ruint (Mercer Ellington, Johnny Hodges) – 2:32
  8. Bend One (Hodges) – 2:59
  9. You Need to Rock (Hodges) – 5:52